# عماد عز الدين فحص
عماد عز الدين فحص قيادي في  جماعة حزب الله اللبنانية وقائد وحدة مراقبة في الحزب على حدود إسرائيل، بالإضافة إلى كونه قائد في وحدة الأنفاق. حصل «عز الدين» وهو في الثلاثينيات من عمره على درجة الدكتوراه في الهندسة الميكانيكية من جامعة طهران للتكنولوجيا، وهو متزوج ولديه طفلان. وبعد أزمة الأنفاق بين إسرائيل وحزب الله أواخر عام 2018 ادعى تلفزيون I24NEWS الإسرائيلي  إن عماد هو الذي ظهر في فيديو داخل أحد الأنفاق التي اكتشفتها إسرائيل، بينما يقول حزب الله إن من ظهر في النفق تاجر مخدرات.